# Sonsoles Suárez
Sonsoles Suárez Illana (Madrid, 1967) es una periodista española.

## Biografía
Es hija de Amparo Illana Elórtegui y el expresidente del Gobierno de España Adolfo Suárez González.
En el año 1977 fue fallera mayor infantil de Valencia.
Tras licenciarse en periodismo en Zaragoza, en septiembre de 1992 contrajo matrimonio con José María (Pocholo) Martínez-Bordiú y Basso, hijo de los xvii barones de Gotor, actual xviii barón de Gotor y emparentado por afinidad con la familia Franco. Tras dos años de matrimonio se produce la separación y más tarde el divorcio.
En 1993 trabaja como ayudante de producción en el programa Primer Plano de Canal + y a principios de 1994 se incorpora a Antena 3, donde durante año y medio presentó los boletines de Telenoticias, la televisión por satélite de la cadena. En julio de 1995 Suárez debuta en el ámbito nacional, sustituyendo a Marta Robles en el programa de Antena 3 A toda página.
Tras dos temporadas en antena, abandona el programa en enero de 1997 y en 1998 marcha a Mozambique, donde permanece tres años colaborando en labores de ayuda humanitaria con la Comisión Española de Ayuda al Refugiado (CEAR), de la que su padre era presidente.
A su regreso, y tras superar un cáncer, vuelve a televisión y de nuevo se incorpora a Antena 3. Primero con el programa de sucesos Las caras del crimen (2002) y luego con el espacio de actualidad Espejo público, donde permanece hasta finales de 2006, año en que obtuvo el premio Antena de Oro en la categoría de televisión.
Tras catorce años de relación, el 19 de mayo de 2012 contrajo matrimonio con el músico de origen mozambiqueño Paulo Wilson, de quien se separó en 2017.